# 迪特利格湖
46°45′22″N 7°32′1″E / 46.75611°N 7.53361°E

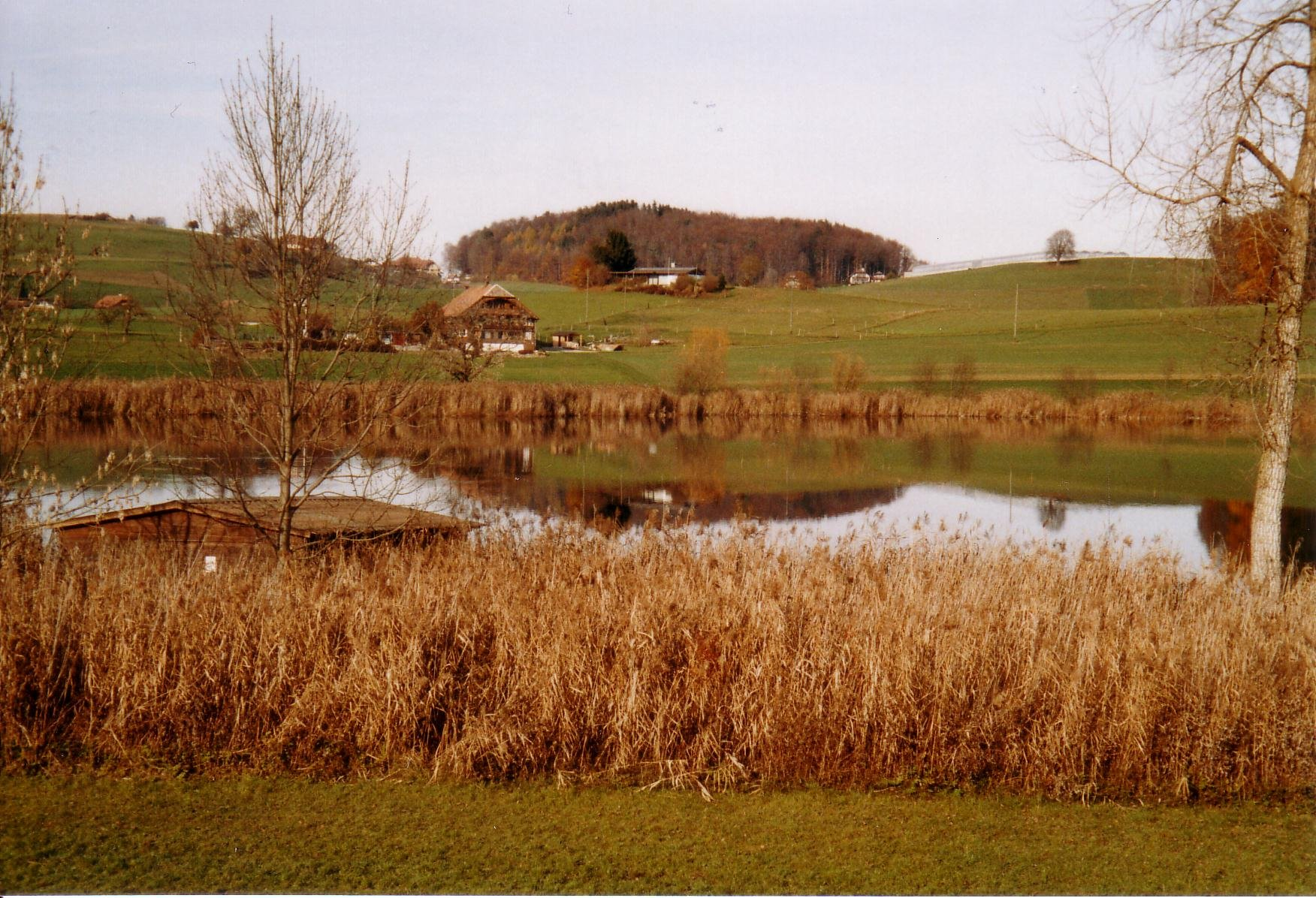

迪特利格湖（Dittligsee），是瑞士的湖泊，位於該國西部，由伯恩州負責管轄，處於布盧門施泰因和瓦滕維爾附近，面積0.06平方公里，海拔高度652米，水體容量41萬立方米，最大水深16米。